# Грудистов, Михаил Николаевич
Михаи́л Никола́евич Груди́стов (1839 — 19 февраля 1914, Москва) — русский архитектор, саратовский губернский архитектор, саратовский и московский губернский инженер.

## Биография
Родился в 1839 году в семье врача, оставившего военную службу и имевшего большую частную практику в одном из сёл под Саратовом. Мать архитектора, М. Е. Клейнер, происходила из немецкого рода; дед Грудистова был протоиереем Саратовского кафедрального собора.
Учился в Саратовской мужской гимназии. В 1857 году окончил архитектурное отделение Лесного и межевого института в Санкт-Петербурге. В 1860—1871 годах служил в Полтавском губернском правлении помощником губернского инженера.

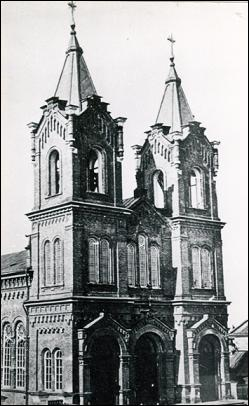
Католический собор Святого Климента, Саратов

В 1871 году получил назначение в Саратов — был определён в строительное отделение Саратовского губернского правления сверхштатным техником (по другим данным младшим инженером). В 1873—1888 годах занимал должность младшего архитектора; в 1888—1889 годах— саратовского губернского архитектора; с 1891 года — саратовский губернский инженер. В Саратове М. Н. Грудистов являлся почётным членом Саратовского губернского попечительства детских приютов, почётным блюстителем Саратовской Мариинской женской гимназии, попечителем над Саратовским арестантским отделением. Некоторое время исполнял обязанности Саратовского вице-губернатора.
В середине 1890-х годов перебрался в Москву, где в 1895—1907 годах занимал должность губернского инженера. Награждён орденом Святого Владимира, Святой Анны 2-й и 3-й степени, серебряной медалью на Андреевской ленте и другими наградами. Участник 2-го съезда русских зодчих (1899). Член Петербургского общества архитекторов с 1880. Скончался 19 февраля 1914 года в Москве, похоронен на Ваганьковском кладбище; могила утрачена.

## Постройки
- 1869—1871 — Васильевская церковь, совместно с А. В. Мусселиусом, с. Чернавино, Волховского района Ленинградской области[3];
- 1877 — Католический собор Святого Климента, Саратов, Немецкая улица (перестроен в 1939, ныне проспект Кирова 11);
- 1885 — Саратовское отделение госбанка, Саратов, улица Радищева, 21 (угол ул. Советская 2);
- 1880-е — Соборная мечеть, Саратов, Татарская улица (не сохранилась);
- 1896 — Мужское городское училище, Аткарск (ныне школа № 3, ул. Советская 92);
- 1898—1899 — пристройки к церкви Ильинского погоста Богородского уезда;
- 1899 — Казанская церковь в Царицыне (ныне Волгоград, ул. Липецкая 10).

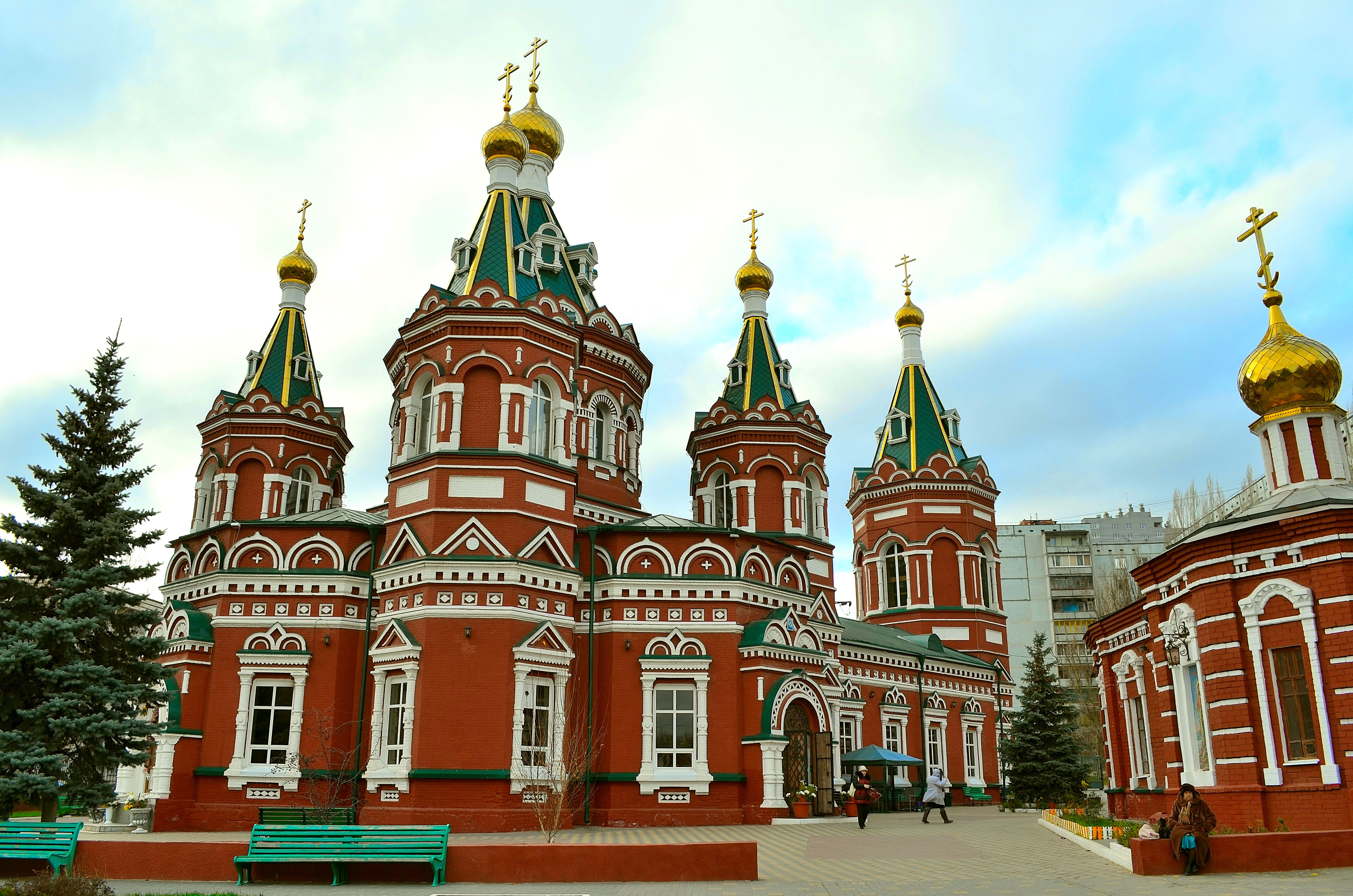
Казанский собор в Волгограде
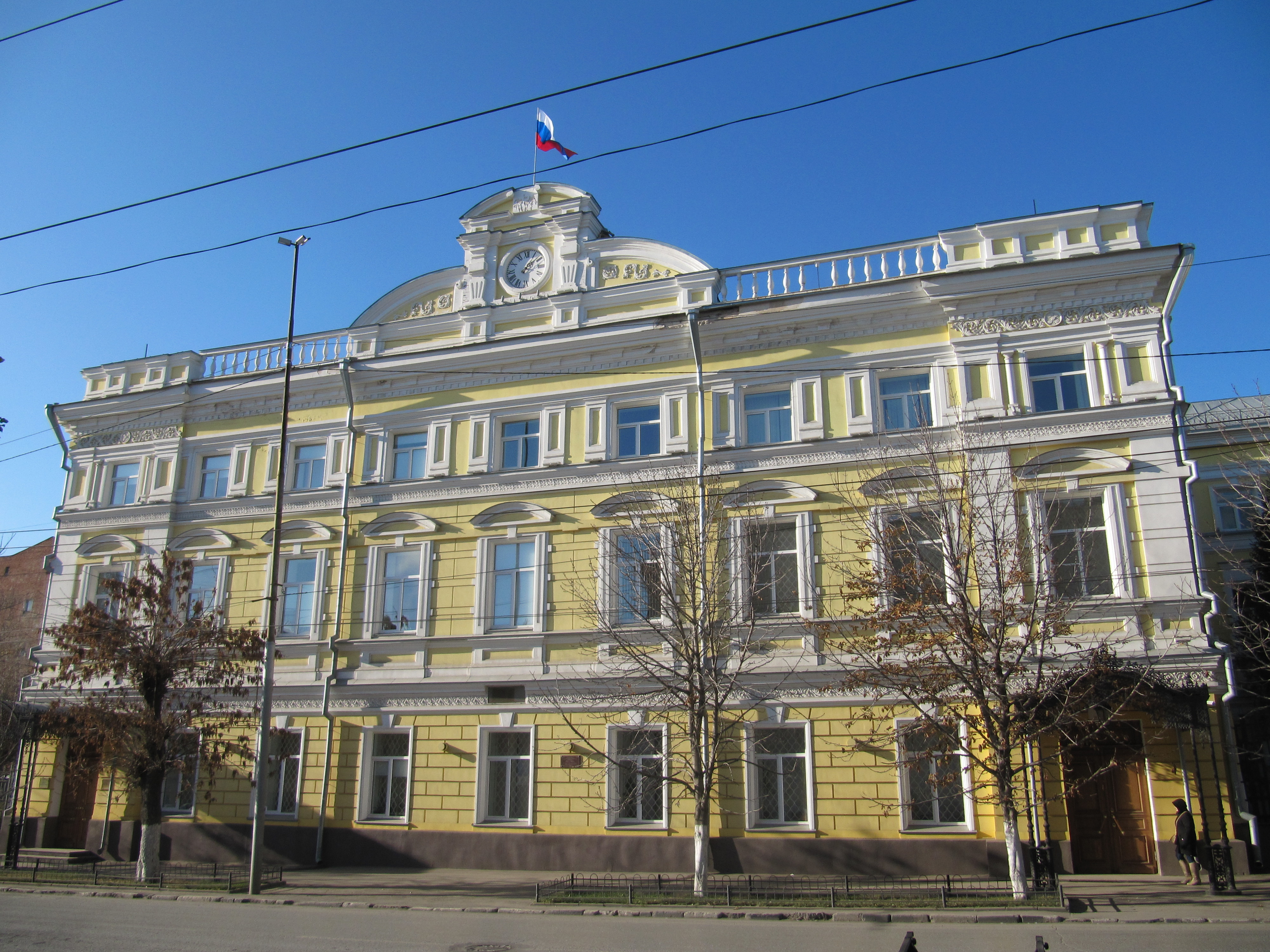
Банк России, ул. Радищева 21, Саратов
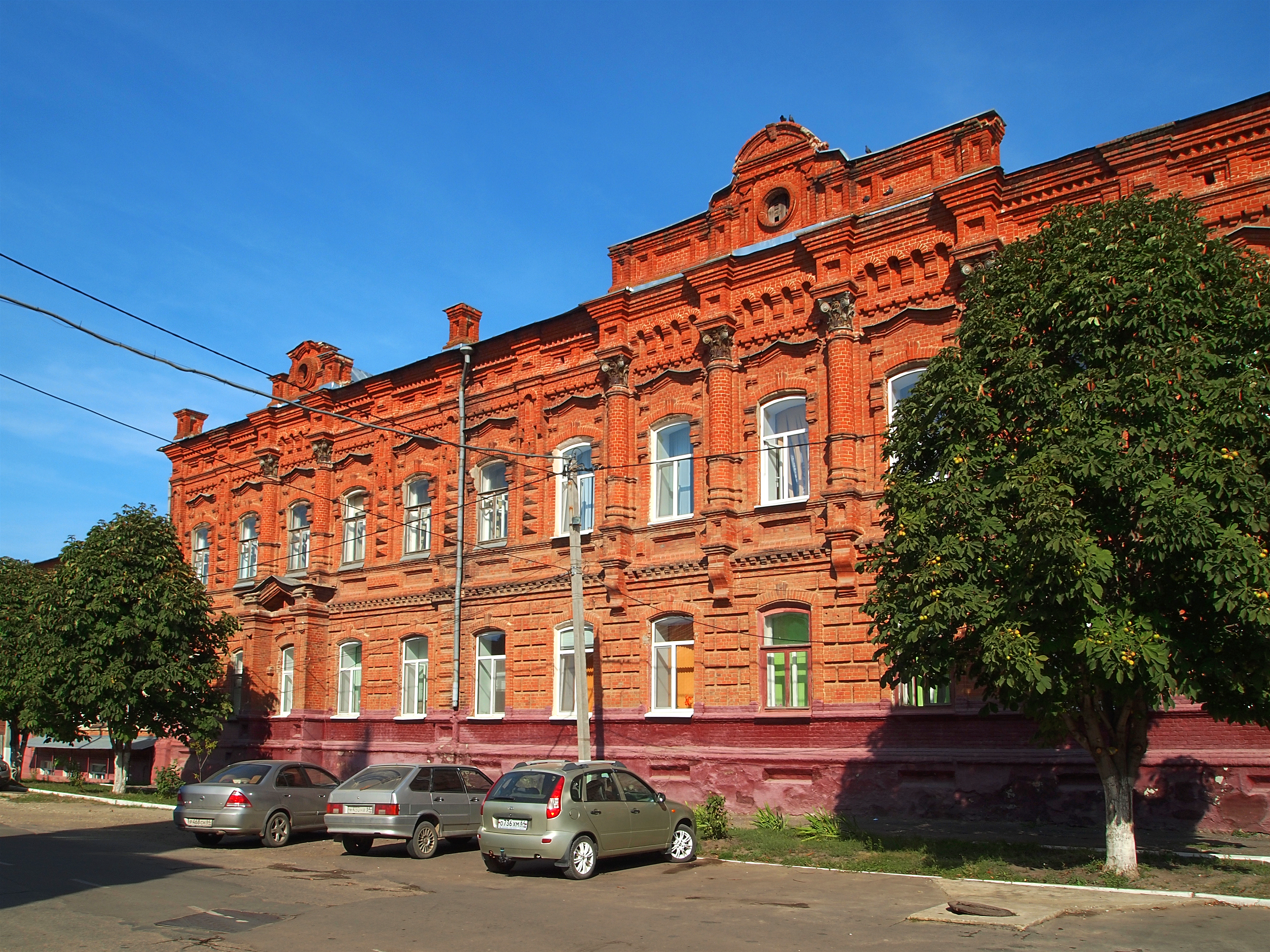
Здание мужского училища, Аткарск

## Труды
- Грудистов М. Н. Атлас православных церквей города Саратова, снятых с натуры младшим архитектором Строительного отделения Саратовского губернского правления М.Н. Грудистовым в 1877 году. — Саратов: Kbnjuhfabz А.С. Алексеева, 1878. — 45 с.
- Грудистов М. Н. Дешевые несгораемые постройки: Земля как строительный материал, земляной кирпич и постройки из него. — Саратов: Типография Губернского земства, 1890. — 26 с.
- Грудистов М. Н. Земляной кирпич. — СПб.: Типография СПб градоначальства, 1897. — 23 с.
- Лесная торговля Волги и Днепра: Отчёт по командировке 1912 г. / Сост. М. Н. Грудистов, Д. Д. Назаров. — Петроград: Г.У.З. и З. Лес. деп., 1914. — 23 с.